# Instituto Bizantino de América

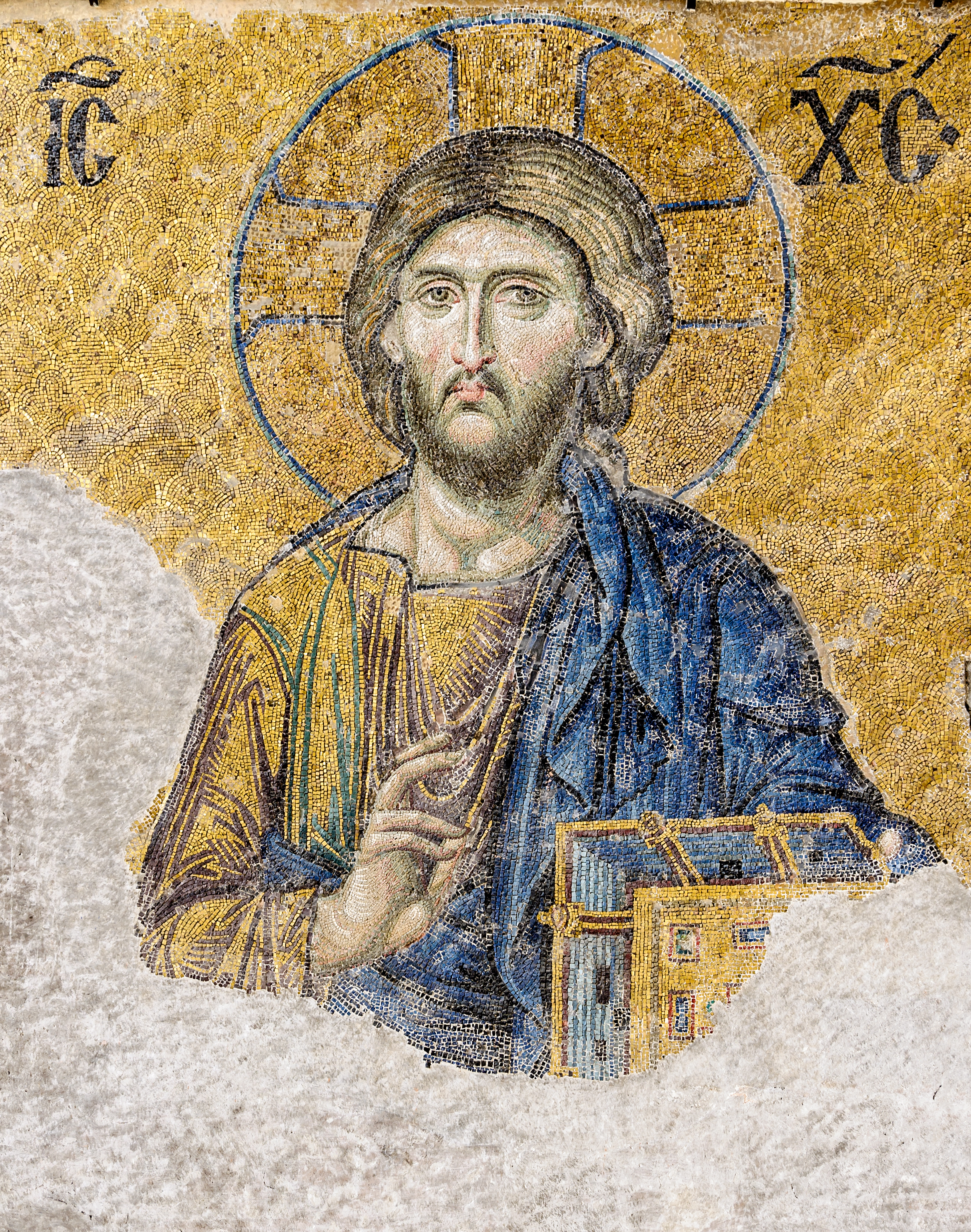
Cristo Pantocrátor, en Santa Sofía.

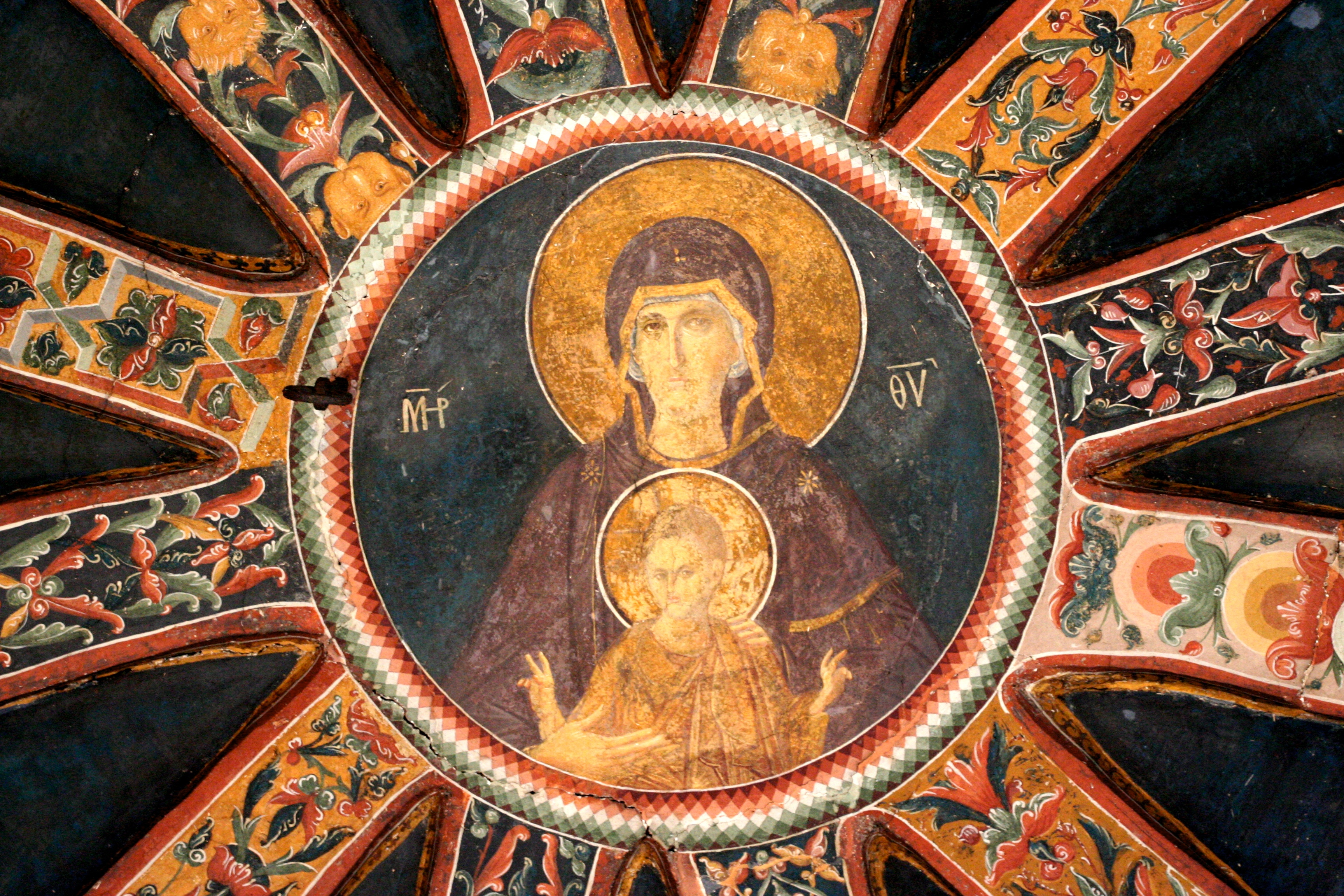
Mosaico de la Virgen con Niño, en la Iglesia de Cora.

El Instituto Bizantino de América es una organización fundada para la preservación del arte y la arquitectura bizantina.

## Historia
El instituto fue fundado en Boston por el arqueólogo estadounidense Thomas Whittemore. Posteriormente se trasladó a la Biblioteca y Colección de Investigación Dumbarton Oaks en Washington D. C. El historiador de arquitectura William L. MacDonald, refiriéndose a la lista de patrocinadores de la institución, dijo: «Se ve como un quién es quién del arte, la aristocracia y el dinero. El mensaje de Whittemore fue que el arte cristiano en el Cercano Oriente, especialmente en Constantinopla, era desconocido, absolutamente magnífico, igual o superior al arte medieval occidental, y debía ser revelado y comprendido».
En 1931, Whittemore viajó con el instituto a Estambul, en colaboración con el gobierno turco y el presidente Mustafa Kemal Atatürk, para supervisar la eliminación del yeso que cubría los mosaicos bizantinos de Santa Sofía. Sobre la radical y repentina transformación de esta, de mezquita activa a museo secular en 1931, escribió: «Santa Sofía era una mezquita el día que hablé con él. A la mañana siguiente, cuando fui a la mezquita, había un cartel en la puerta escrito por el propio Atatürk que decía: "El museo está cerrado por reparaciones"».
Un proyecto aparte fueron los trabajos de investigación y restauración y rescate en la antigua iglesia bizantina de Cora, ubicada en Estambul, con su complejo de frescos y mosaicos antiguos de 1315  a 1321.